# مديرية كارنالي
مديرية كارنالي هي مديرية من مديريات نيبال. سُميت باسم نهر غرب كارنالي.